# Жайилма (Сарисуський район)
Жайилма́ (каз. Жайылма) — село у складі Сарисуського району Жамбильської області Казахстану. Адміністративний центр Жайилминського сільського округу.
У радянські часи спочатку існувало два населених пункти Колхоз імені Леніна та Колхоз імені Калініна.
Населення — 2294 особи (2021; 2695 у 2009, 2791 у 1999, 1390 у 1989).